# Záhorie

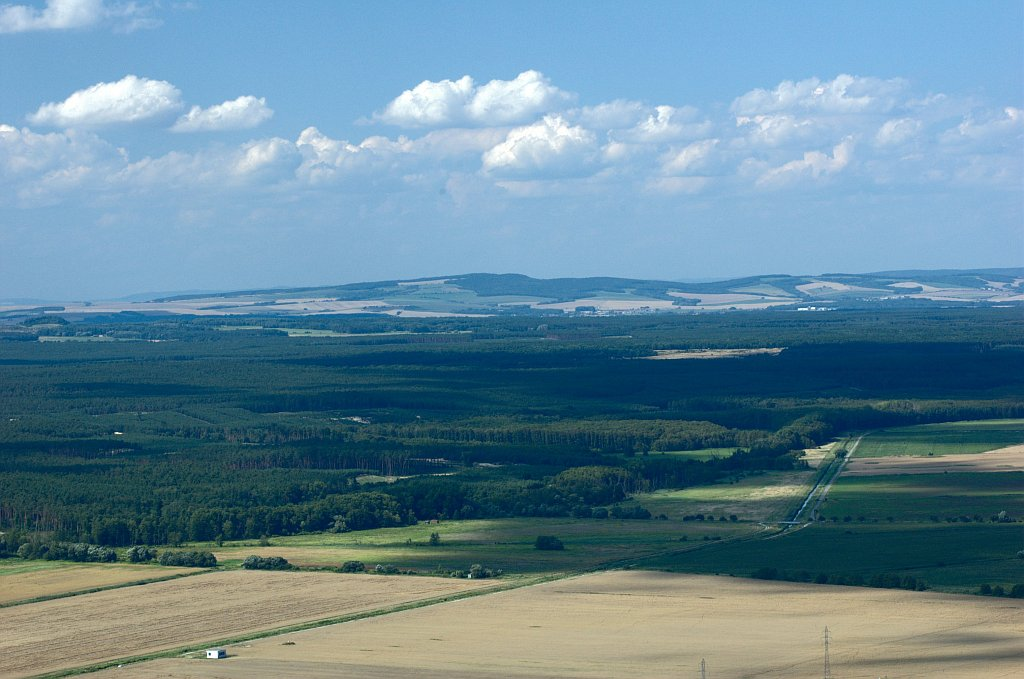

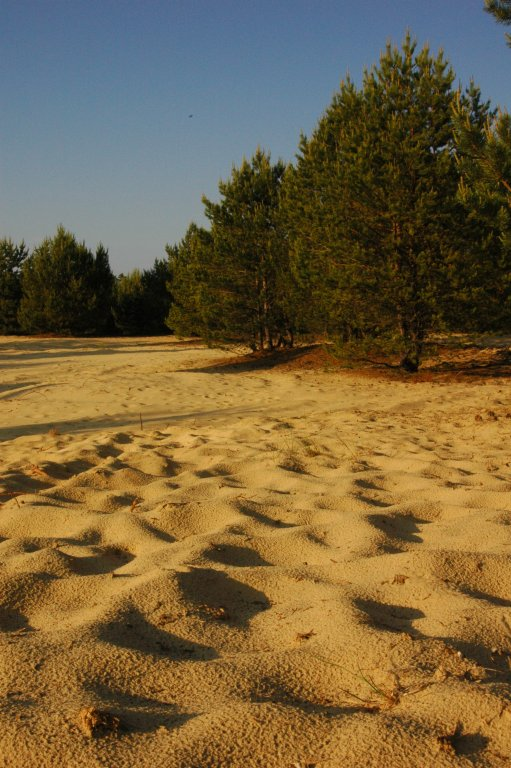

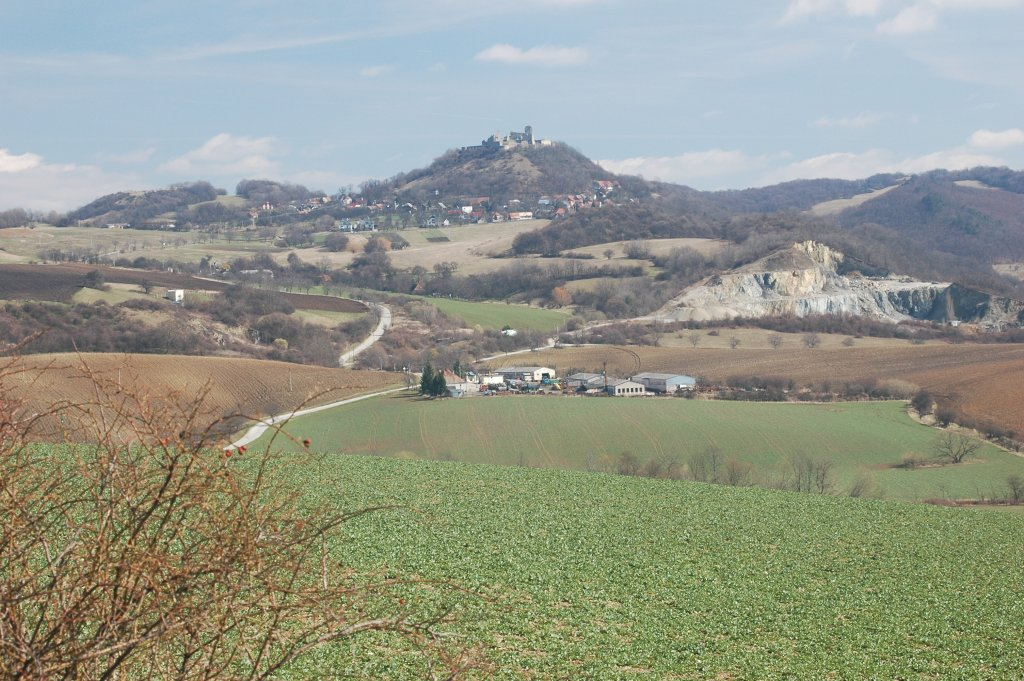

Záhorie is een gebied in West-Slowakije begrensd door de Kleine Karpaten in het oosten en de rivier Morava in het westen. Alhoewel het geen administratieve regio is, is het wel een officiële toeristische streek.
Záhorie is gelegen in drie administratieve regio's: Bratislava (district Malacky en Záhorská Bystrica in Bratislava), Trnava (de districten Senica en Skalica) en Trencin (zuidelijk deel van het district Myjava). De streek vormt de grens tussen Slowakije, Tsjechië en Oostenrijk.
Steden in de streek zijn Brezová pod Bradlom, Gbely, Holíč, Malacky, Senica, Skalica, Stupava en Šaštín-Stráže. De bevolking bedraagt ongeveer 170.000 inwoners. De bevolking spreekt een op het Moravisch lijkend dialect.
Een deel van Záhorie is beschermd landschap.